# Igor Kravtsov
Igor Kravstoc, né le 21 décembre 1973 à Magnitogorsk, est un rameur russe.

## Biographie

### Palmarès

#### Aviron aux Jeux olympiques
- 2004 à Athènes,  Grèce
  -  Médaille d'or en quatre de couple[1]